# Onze-Lieve-Vrouw-van-de-berg-Karmelkerk (Wezet)

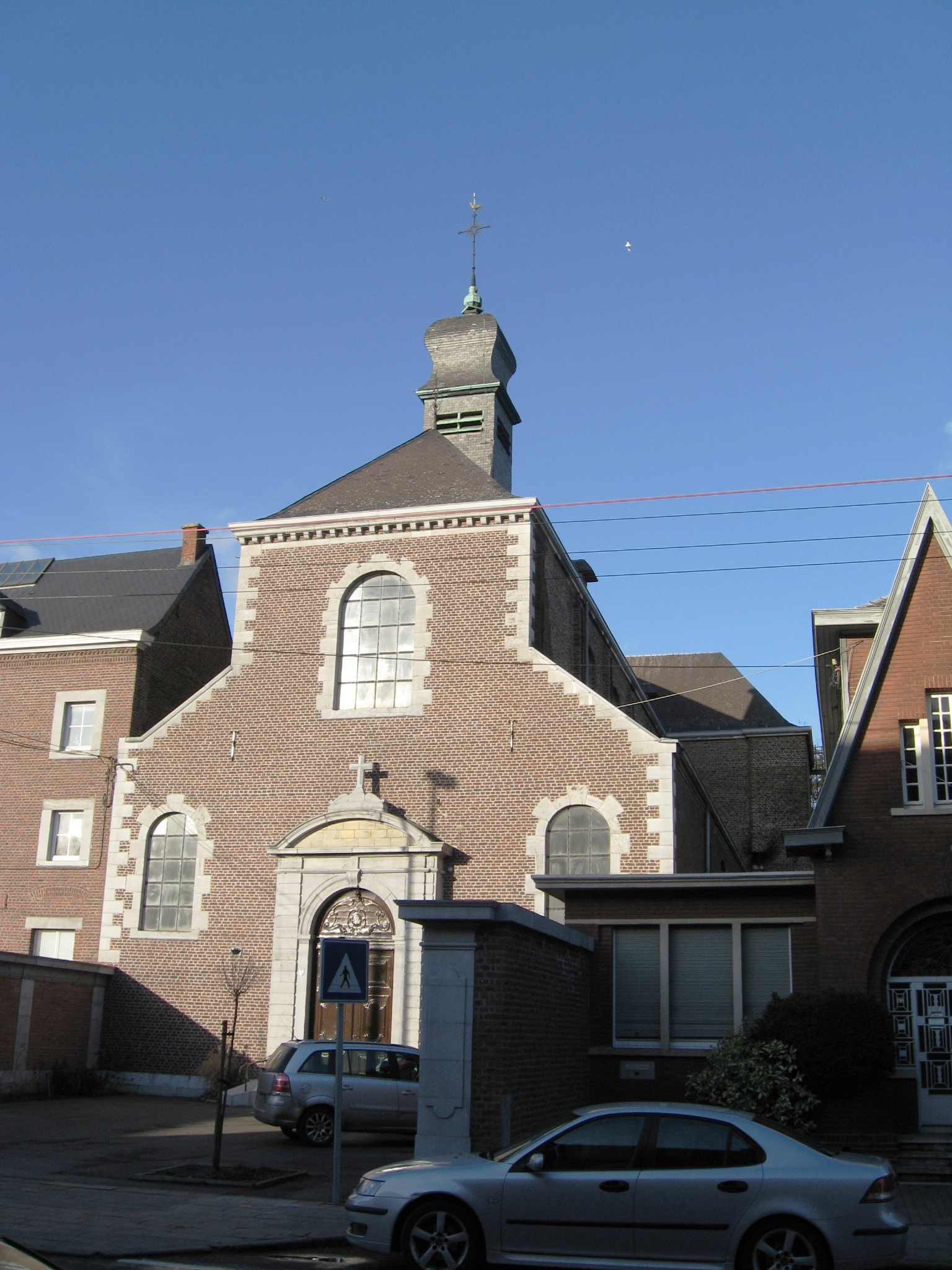
Onze-Lieve-Vrouw-van-de-berg-Karmelkerk

De Onze-Lieve-Vrouw-van-de-berg-Karmelkerk (Frans: Église Notre-Dame du Mont-Karmel) is de parochiekerk van de wijk Devant-le-Pont (Voor-de-brug), gelegen aan de Avenue Franklin Roosevelt 42, in de gemeente Wezet in de Belgische provincie Luik.
Het is een bakstenen kerkje met natuurstenen hoekbanden, venster- en portaalomlijstingen. De stijl neigt naar neoclassicisme.
De kerk werd gebouwd in 1842. Zwaar beschadigd door Britse bombardementen op 20 april 1941, werd ze bij herstel in noordelijke richting vergroot.

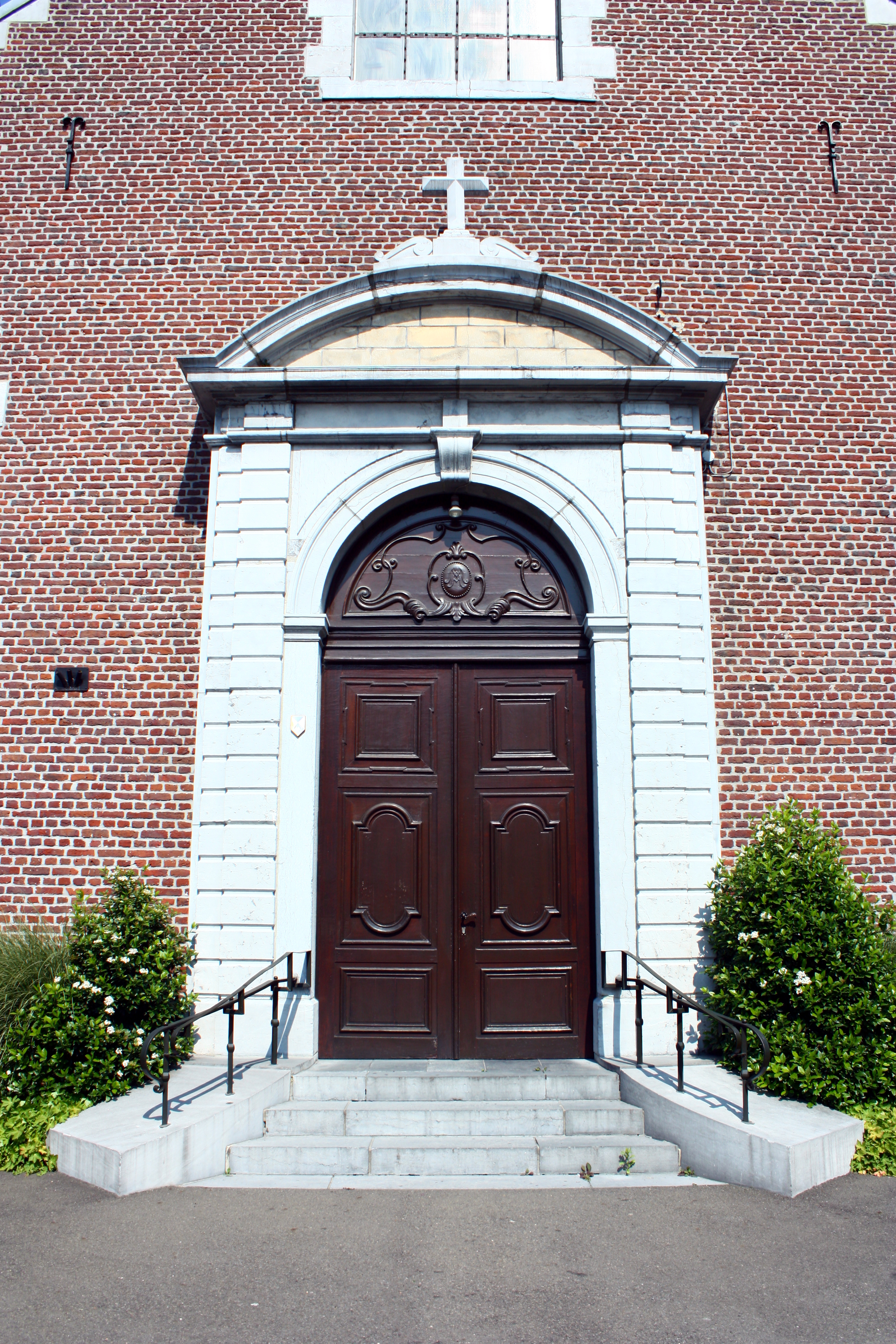
Ingangsportaal
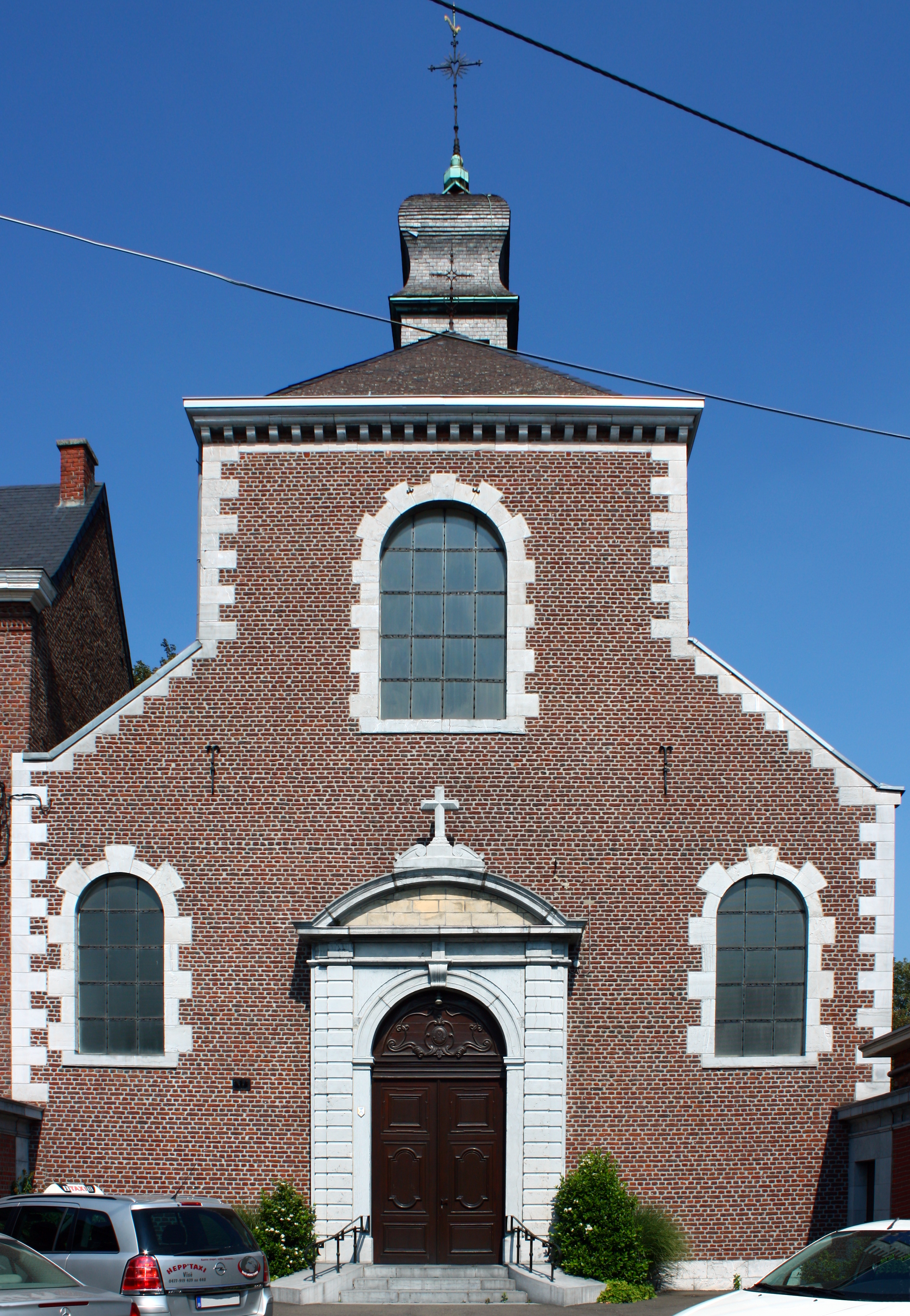
Voorgevel